# Eskovia exarmata
Eskovia exarmata is een spinnensoort in de taxonomische indeling van de hangmatspinnen (Linyphiidae).
Het dier behoort tot het geslacht Eskovia. De wetenschappelijke naam van de soort werd voor het eerst geldig gepubliceerd in 1989 door Kirill Yuryevich Eskov.